# Combaillaux
 Combaillaux  (en idioma occitano Combalhòus) es una población y comuna francesa, situada en la región de Occitania, departamento de Hérault, en el distrito de Lodève y cantón de Saint-Gély-du-Fesc.

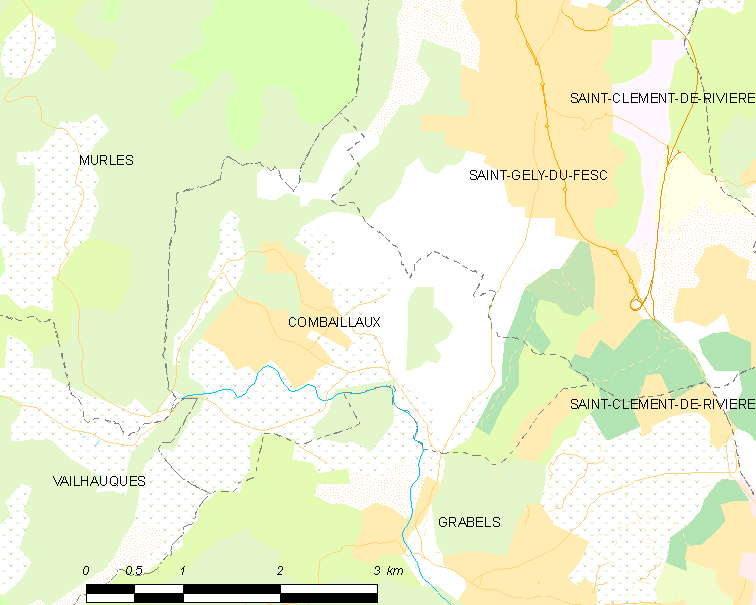
Mapa

## Demografía
| 157 | 194 | 158 | 446 | 954 | 1285 | 1454 |
| Para los censos de 1962 a 1999 la población legal corresponde a la población sin duplicidades (Fuente: INSEE [Consultar]) |     |     |     |     |      |      |